# Hjärtum
Hjärtum est une localité de Suède située dans la commune de Lilla Edet du comté de Västra Götaland. Elle couvre une superficie de 0,49 km2. En 2010, elle compte 367 habitants.